# 坎塔夫拉纳
坎塔夫拉纳，是西班牙卡斯蒂利亚-莱昂布尔戈斯省的一个市镇。总面积3平方公里，总人口42人（2001年），人口密度14人/平方公里。